# 1926 في فرنسا
فيما يلي قوائم الأحداث التي وقعت خلال عام 1926 في فرنسا.

## سياسة

### تعيين في المنصب
- 23 يوليو – ريمون بوانكاريه رئيس الوزراء الفرنسي، وزير الاقتصاد والمالية والصناعة  [لغات أخرى]‏.

## رياضة
- 1 يناير – سباق طواف فرنسا 1926 الفائزون بارتولوميو ايمو، نيكولا فرانتز، لوسيان بويس.
- 4 أبريل – سباق باريس روبيه 1926 الفائزون Gustaaf Van Slembrouck [الإنجليزية]‏، Gaston Rebry [الإنجليزية]‏، Julien Delbecque [الإنجليزية]‏.

## مواليد

### فبراير
- 2 فبراير – فيليب شاترير لاعب كرة مضرب فرنسي.
- 11 فبراير – بول بوكوز طاهي فرنسي.

### مارس
- 14 مايو – مارسيل دوسولت درّاج طريق فرنسي.

### مايو
- 7 مايو – جيوفاني روسي درّاج طريق سويسري.
- 14 مايو – مارسيل دوسولت درّاج طريق فرنسي.
- 18 مايو – جان ماري ريفيير ممثل فرنسي.

### يونيو
- 30 يونيو – أندريه دوفرايس

### أغسطس
- 1 أغسطس – بول كور فنان إسرائيلي.
- 2 أغسطس – آني نويل ممثلة فرنسية.
- 14 أغسطس – رينيه جوسيني

### سبتمبر
- 14 سبتمبر – ميشال بوتور كاتب فرنسي.
- 15 سبتمبر – جان-بيير سير رياضياتي فرنسي.

### أكتوبر
- 15 أكتوبر – ميشال فوكو فيلسوف فرنسي.
- 31 أكتوبر – زيرسيز لويس لاعب كرة قدم فرنسي.

### نوفمبر
- 12 نوفمبر – كريستين دور-السرفاتي ناشطة حقوق إنسان فرنسية.
- 14 نوفمبر – مارك أريان مغني فرنسي.
- 20 نوفمبر – إدوارد لو كلارك
- 26 نوفمبر – أرمان بنفيرن لاعب كرة قدم فرنسي.

### ديسمبر
- 1 ديسمبر – تشارلز جيرار
- 12 ديسمبر – إتيان بولييه

## وفيات

### مارس
- 18 مارس – جون يوجين بولاند (مواليد 1852) رسام فرنسي.

### أبريل
- 1 أبريل – تشارلز أنغراند (مواليد 1854) رسام فرنسي.

### أكتوبر
- 4 أكتوبر – جان ميشال غندوغر (مواليد 1850)

### ديسمبر
- 5 ديسمبر – كلود مونيه (مواليد 1840) من أفضل الفنانين.
- 30 ديسمبر – كليمان هوارت (مواليد 1854) دبلوماسي فرنسي.